# Гуртяк Дмитро Олександрович
Дмитро́ Олекса́ндрович Гуртя́к (9 жовтня 1971, Макіївка — 13 листопада 1998, Донецьк) — донецький програміст, автор програми KeyRus, що була встановлена на багатьох персональних комп'ютерах у Радянському Союзі.

## Біографія

### Дитинство
Народився 9 жовтня 1971 року в Макіївці.
З 8-го класу до закінчення школи вчився в школі «Юний кібернетик» при фізичному факультеті Донецького державного університету, яку закінчив з відзнакою в 1988 році. За час навчання був нагороджений дипломом першого ступеня, як переможець практичного туру, і дипломом третього ступеня, як переможець теоретичного туру II обласної олімпіади з інформатики та ОТ (березень 1988 року). В квітні 1988 року був нагороджений дипломом за найкращу роботу з програмування на алгоритмічних мовах, представлену на XVII обласну конференцію Малої академії наук і в травні 1988 року отримав похвальну грамоту за активну участь в роботі Донецької обласної Малої академії наук.

### Підлітковий вік
Вчився на фізичному факультеті Донецького державного університету, з якого був відрахований за неуспішність з теорії ймовірності, в 1994 році здобув вищу освіту на математичному факультеті з спеціальності «Прикладна математика». В 1992 році посів друге місце на республіканській студентській олімпіаді з програмування.

### Смерть
Помер 13 листопада 1998 року після важкої хвороби. Причина смерті — саркома м'яких тканин правої скроневої частини голови. Похований 15 листопада 1998 року на Щоглівському кладовищі Донецька.

## Творчість
В 1989 році написав першу версію своєї програми KeyRus, пізніше написав ще сім версій русифікатора для DOS. Завдяки вигідній відмінності від аналогів у гнучкості використання і компактності, KeyRus отримав визнання і поширення не тільки на території колишнього СРСР, але і за кордоном (Німеччина, Чехія, Фінляндія, США, Канада, Австралія та інші країни).
Один з основоположників Фідонету в Донбасі. Автор і  розповсюджувач електронного бюлетеня «Софтпанорама». Декілька разів виступав на семінарах Софтпанорами в Києві, був першим лауреатом премії «Софтпанорами».